# Postapokalyptisk fiktion
Postapokalyptisk fiktion är fiktiva berättelser som utspelar sig efter en katastrof av stora mått, till exempel ett kärnvapenkrig, miljöförstöring, massvält, epidemi eller en invasion av utomjordiska livsformer.
Historierna utspelar sig oftast i en ogästvänlig miljö, inkluderat "dött landskap", ruiner, och begränsade tillgångar av till exempel rent vatten, mat, och i vissa fall vapen, teknik och övriga resurser.
Stilbildande filmer i genren innefattar bland annat Delikatessen av Marc Caro och Jean-Pierre Jeunet, Den sista striden av Luc Besson samt Mad Max och Apornas planet.

## Böcker
Årtalen avser originalutgåvornas publiceringsår, ej när verken är skrivna eller när eventuell svensk översättning först gavs ut.
- Verk av Philip K. Dick: Dr. Bloodmoney, or How We Got Along After the Bomb (1965), Deus Irae (1976), Androidens drömmar (1968, filmatiserad som Blade Runner, 1982), novellsamlingen Second Variety (1989, förlaga till filmen Screamers, 1995)
- Verk av Walter Jon Williams: Hardwired (1986), Voice of the Whirlwind (1987)
- Verk av Stephen King: Pestens tid (The Stand, 1978) och Signal (Cell, 2006)
- Verk av John Wyndham: Triffiderna (The Day of the Triffids, 1951), Den stora hemsökelsen (The Chrysalids, 1955)
- City av Clifford D. Simak(1952)
- Deathlands-serien av James Axler (1986–1996, 1999)
- Den långa tystnaden av Wilson ("Bob") Tucker (The Long Loud Silence, 1952)
- Den sista människan av Mary Shelley (The last man, 1826)
- Efter floden av P.C. Jersild (1982)
- Gråskägg av Brian Aldiss (Greybeard, 1964)
- Varulvarnas natt av Richard Matheson (I Am Legend, 1954)
- Flykten från framtiden av William F Nolan och George Clayton Johnson (Logan's Run, 1967)
- The Postman av David Brin (1982, 1985)
- Vägen av Cormac McCarthy (The Road, 2006)
- På stranden av Nevil Shute (On the beach, 1957)
- Metro 2033: den sista tillflykten av Dmitrij Gluchovskij (Метро 2033, 2002)
- Stjärnklart av Lars Wilderäng (2014)

## Filmer och TV-serier
- A Boy and His Dog
- Mad Max-serien
- Steel Dawn
- After the Fall of New York
- Flykten från New York
- Akira
- Apornas planet-serien
- De tolv apornas armé
- Matrix-serien
- Nausicaä från Vindarnas dal
- Terminator-serien
- Hungerspelen
- The Walking Dead (TV-serie)
- The 100 (TV-serie)
- Äventyrsdags

## Tecknade serier
- Jeremiah
- Judge Dredd
- V for Vendetta
- Neon Genesis Evangelion

## Datorspel
- Fallout-serien
- Resident Evil-serien
- RAGE
- Ravaged
- S.T.A.L.K.E.R.: Shadow of Chernobyl
- S.T.A.L.K.E.R.: Clear Sky
- S.T.A.L.K.E.R.: Call of Pripyat
- Metro 2033
- Metro: Last Light
- I Am Alive
- DayZ (modd)
- DayZ (datorspel)
- Generation Zero

## Rollspel
- Gamma World
- GURPS - Reign of Steel
- Judge Dredd
- Mutant
- Paranoia
- Rifts
- Torg
- Twilight: 2000
- Wastelands